# بروتين حامل
بروتين حامل أو بروتين القناة هو بروتين معني بحركة الأيونات والجزيئات الصغيرة، أو الجزيئات، مثل البروتينات الأخرى، عبر الغشاء البيولوجي البروتينات الحاملة هي بروتينات الغشاء وهو لا يتجزأ؛ التي كانت موجودة داخل وتمتد عبر الغشاء الذي نقل المواد. ويجوز للبروتينات تساعد في حركة المواد التي نشرها أو تيسيرها أو النقل النشط. وتعرف هذه الآليات من حركة وسائل النقل الناقل بوساطة.تم تصميم كل من البروتين الناقل للاعتراف مادة واحدة فقط أو مجموعة واحدة من مواد مشابهة جدا. البحوث والعيوب في البروتينات مرتبطة بشركة طيران معينة مع أمراض معينة.